# 麝香錦葵
麝香錦葵（Malva moschata）屬於锦葵科，是一種被子植物和多年生草本植物 ，原产于欧洲和亞洲西南地区 ，範圍橫跨西班牙北部、不列颠群岛、波兰 、南俄罗斯和土耳其，一般生長在1,500米（4,900英尺）至1,500米（4,900英尺）的高海拔干燥肥沃的土壤上。它已被引入其他地区，并成功在當地归化，這些地方包括斯堪的纳维亚半岛、新西兰和北美。
麝香錦葵高度可達60 cm（24英寸），該種植物有独特的麝香味。麝香錦葵通常通過蜜蜂進行授粉。
麝香錦葵的叶子和花朵常用於沙拉的添加物。其种子也可以食用。